# Olpium canariense
Espèce
Olpium canariense est une espèce de pseudoscorpions de la famille des Olpiidae.

## Distribution
Cette espèce est endémique des îles Canaries en Espagne.

## Description
La femelle holotype mesure 3 mm.

## Étymologie
Son nom d'espèce, composé de canari[as] et du suffixe latin -ense, « qui vit dans, qui habite », lui a été donné en référence au lieu de sa découverte, les îles Canaries.

## Publication originale
- Beier, 1965 : Über Pseudoskorpione von den Kanaren. Annalen des Naturhistorischen Museums in Wien, vol. 68, p. 375-381 (texte intégral).